# Muki Sabogal
Muki Sabogal (ur. 17 sierpnia 1990 w Krzeszowicach) – polsko-peruwiańska aktorka filmowa i teatralna. Performerka.

## Życiorys
Muki Sabogal urodziła się w polsko-peruwiańskiej rodzinie w Krzeszowicach pod Krakowem 17 sierpnia 1990 roku i wychowała między Krakowem i Cuzco. Ze strony matki pochodzi z rodziny Dunin-Borkowskich. Kształciła się w Państwowej Wyższej Szkole Sztuki Dramatycznej (ENSAD) i w Szkole Teatralnej Papieskiego Uniwersytetu Katolickiego w Peru (TUC) w Limie. 
Jako aktorka pracowała z grupą teatralną Yuyachkani z którą wzięła udział w dwóch Festiwalach Teatralnych w Brazylii.
Była stypendystką Acting Studio Berlinale Talents Campus 2014 i Talents Buenos Aires 2016. Nagrodzona za najlepszą grę aktorską w krótkometrażowym filmie VICTORIA - 48h Film Project na V Festiwalu Filmowym Wschodnioeuropejskim w Limie (V Festival de Cine Al Este de Lima).

## Wybrane role teatralne
- Yerma autorstwa Federico García Lorca. Reżyseria: Nishme Súmar. Jako praczka. Lima, Miraflores, Teatr La Plaza, 2019.
- Casa de perros (Dom psów) autorstwa Juan Osorio. Reżyseria: Jorge Villanueva. Jako Lucía. Audytorium  Peruwiańsko-Amerykańskiego Instytutu Kulturalnego (ICPNA), Lima, Miraflores, 2017[4].
- Encierros (Zamknięcia). Reżyseria: Claudia Ruiz i Mayra Barraza. Spektakl zrealizowany na podstawie dzieł trzech autorów peruwiańskich: „La Campana” (Dzwon) autorstwa Julio Ortega, „Turquesa” (Turkus) autorstwa Mariana de Althaus i kilku wierszy autorstwa Jorge Eduardo Eielson. Sezon w elgalpon.espacio, Lima, Pueblo Libre, 2013.
- SIN TÍTULO, técnica mixta (BEZ TYTUŁU, technika mieszana). (Kreacja zbiorowa grupy Yuyachkani pod przewodnictwem Miguela Rubio). Jako uczeń szkolny. Sezon w teatrze Yuyachkani, Magdalena, Lima, Peru. Sztuka brała także udział w Iberoamerykańskim Festiwalu Sztuk Scenicznych MIRADA, Santos, Brazylia, 2012.
- Don Juan Tenorio José Zorrilli. Reżyseria: Myriam Reátegui. Jako Doña Inés, główna rola kobieca. Lima, Cmentarz Presbítero Maestro. Sezony 2011 i 2013.
- Urdimbres y Sutilezas (Subtelne osnowy). Reżyseria: Ana Correa. Sztuka upamiętniająca José María Arguedasa przedstawiona w dziesięciu różnych sceneriach w Limie w 2011 roku, zaś film dokumentalny o sztuce miał pokazy w różnych miastach Peru[5].
- Convicciones (Przekonania). Scenariusz i reżyseria: David Vilcapoma. Jako Wrunken, szesnastolatka spalona na stosie przez Inkwizycję. Sztuka miała premierę w ramach Festiwalu “Cultura Viva” (Żywa Kultura), Lima, Miraflores, 2011. Wystawiona w Teatrze Ensamble, Lima, Barranco, 2013.

## Filmografia

### Film pełnometrażowy - w roli głównej
- Videofilia (y otros síndromes virales) [Wideofilia i inne syndromy wirusowe]. Reżyseria: Juan Daniel F. Molero. Film nagrodzony nagrodą Tiger Awards 2015 na prestiżowym międzynarodowym festiwalu filmowym w Rotterdamie[6].

### Film pełnometrażowy - w roli drugoplanowej
- El año del Apocalipsis (Rok Apokalipsy). Reżyseria: Rafael Arévalo. 2016.[7]
- La Restauración (2020). Reżyseria: Alonso Llosa. Rola: Inez.

### Filmy krótkometrażowe - w roli głównej
- Fumar es un placer (Palenie to rozkosz). Reżyseria: Beto Torres.
- Wideo zainspirowane sztuką Huis Clos (Przy zamkniętych drzwiach) Jean Paul Sartre’a. Reżyseria: Juddy Lane.
- Margot. Scenariusz i reżyseria: Juddy Lane
- Traición (Zdrada) i La mano ajena (Obca ręka). Reżyseria: Shery Román
- 2ble-personalidad (Podwójna osobowość). Reżyseria: Diana Urquiza
- Obsessión (Obsesja). Reżyseria: Emperatriz Vizcarra
- La bestia más feroz (Najstraszniejszy potwór). Scenariusz i reżyseria: César Miranda. Ze wsparciem Łódzkiej Szkoły Filmowej[8].
- Despertar Ancestral (Pradawne przebudzenie) i La última fiesta (Ostatnia impreza). Reżyseria: Muki Sabogal
- Taxi Ride i Videominuto (Wideominuta). Reżyseria: Alvaro Beltrán
- No te esperaré (Nie będę czekał). Reżyseria: Renato Salas
- Victoria (Wiktoria). Reżyseria: Dana Bonilla i Francesca Danovaro. Nagrodzona za „Najlepszą grę aktorską” przez 48h Film Project podczas V Festiwalu Filmowego Al Este de Lima (Na wschód od Limy), 2014.
- 2016. Asunción. Scenariusz i reżyseria: Nicolás Carrasco i Rafael de Orbegoso.
- 2017. Memento mori. Scenariusz i reżyseria: Víctor Arce.

### Film krótkometrażowy - w roli drugoplanowej
- Vale la pena vivir (Warto żyć). Reżyseria: Tilsa Otta, 2014.

### Seriale TV
- 2019 En la piel de Alicia jako Rosita.